# Anita Borg
Anita Borg (Chicago, 17 de janeiro de 1949 – Sonoma, 6 de abril de 2003) foi uma cientista estadunidense.

## Vida e obra
Formou-se em Ciências Informáticas, em 1981, dedicando-se em seguida à carreira de investigação.
Em 1994 é uma das fundadoras do Grace Hopper of Women in Computing - uma conferência bienal com objectivo de promover interesses e pesquisas das mulheres na informática. Esta é a maior conferência do género a nível mundial.
Em 2002 recebeu o prémio Heinz de Tecnologia, Economia e Emprego.
Faleceu em 6 de Abril de 2003, em Sonoma, na Califórnia, vítima de cancro no cérebro.